# NGC 1268
NGC 1268 è una galassia a spirale intermedia situata nella costellazione di Perseo, a una distanza di circa 147 milioni di anni luce dalla nostra Via Lattea.

## Scoperta
La galassia è stata scoperta il 14 febbraio 1863 dall'astronomo prussiano Heinrich d'Arrest.

## Descrizione
NGC 1268 ha una classe di luminosità II, e fa parte dell'Ammasso di Perseo.
La galassia mostra segni di distorsione nei suoi bracci di spirale, che potrebbero essere l'indicazione dell'inizio di interazione gravitazionale con NGC 1267, anche se la distanza tra le due galassie è significativa.

## Supernova
Il 30 agosto 2008, all'interno di NGC 1268 è stata scoperta la supernova SN 2008fg  da J. Leja, D. Winslow, W. Li e A. V. Filippenko nel corso del programma LOSS (Lick Observatory Supernova Search) dell'Osservatorio Lick. La supernova è stata classificata di tipo Ia.